# Marilyn Crispell

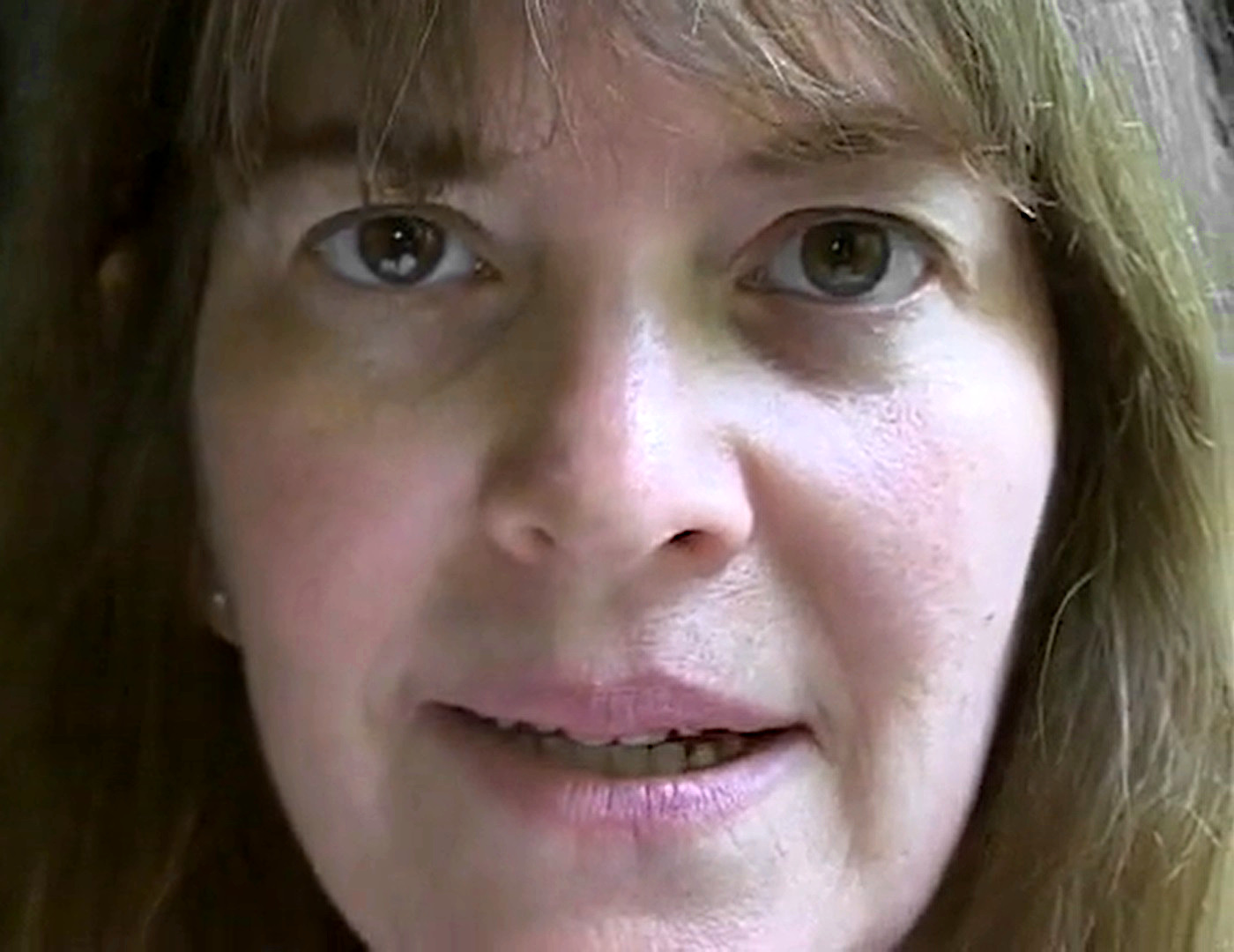
Marilyn Crispell (ca. 2003)

Marilyn Crispell (* 30. März 1947 in Philadelphia, Pennsylvania) ist eine US-amerikanische Pianistin und Performer-Komponistin des Modern Creative und der Neuen Improvisationsmusik. Sie gilt als eine der zentralen Pianisten dieser Genres. Cecil Taylor, mit dem sie oft verglichen wird, sagte ihr lobend nach, sie mache keine Kompromisse, und charakterisierte ihren Stil als new lyricism.

## Leben und Wirken

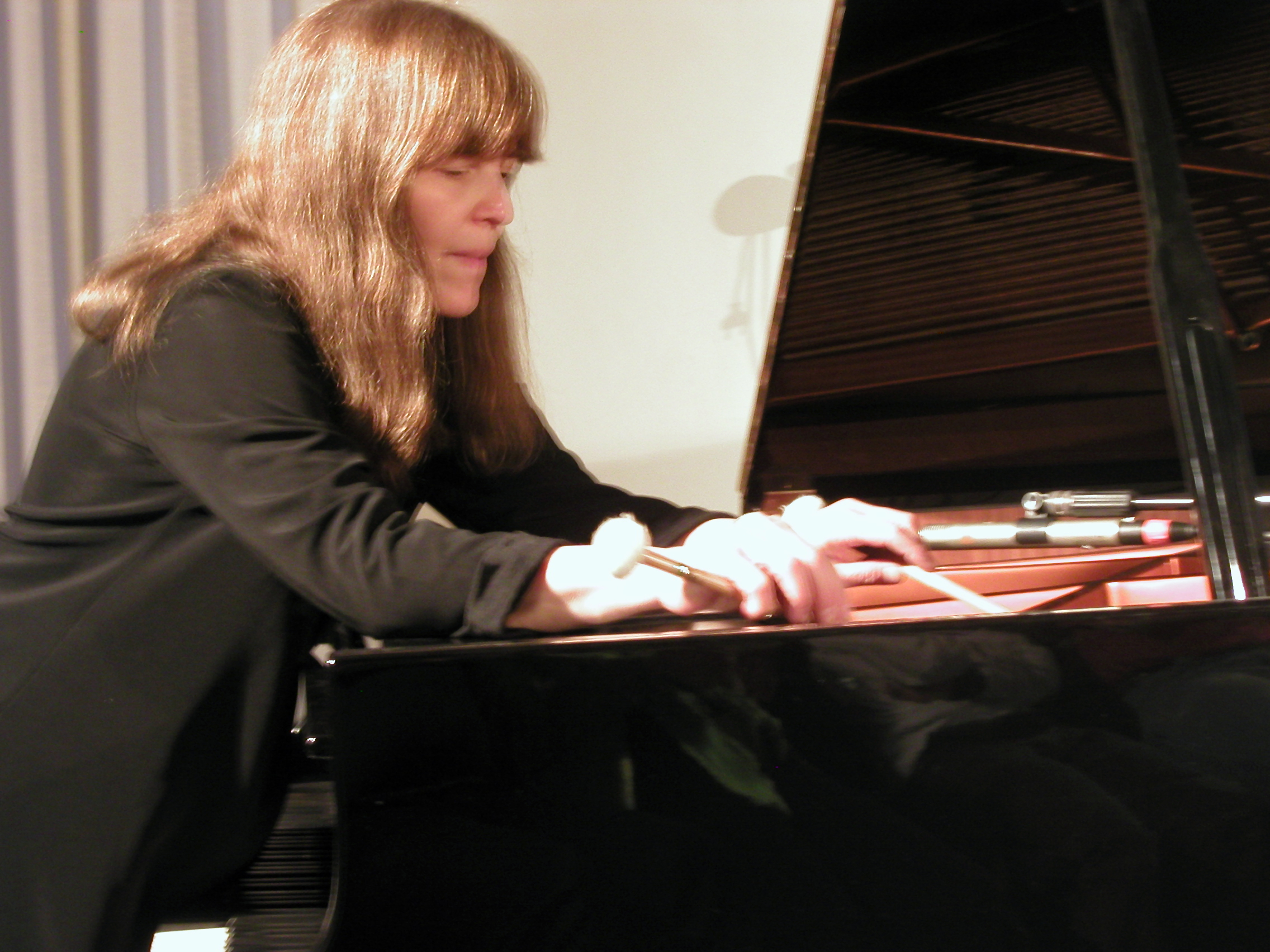
Marilyn Crispell (2006)

Crispell, die vom siebten Lebensjahr an Klavierunterricht hatte, studierte später klassisches Klavier an der Peabody Music School in Baltimore und dann bis zum Abschluss 1968 klassisches Piano und Komposition am New England Conservatory of Music. Nach einigen Jahren als Hausfrau und in einem medizinischen Beruf entdeckte sie die Jazzmusik durch Aufnahmen von John Coltrane, Cecil Taylor und anderen Musikern des zeitgenössischen Jazz wie Paul Bley oder Leo Smith. Seit 1977 wohnt sie in Woodstock, New York, wo sie sich an Karl Bergers Creative Music Studio weiterbildete und dann auch unterrichtete. Mit dem Creative Music Orchestra besuchte sie 1978 erstmals Europa und hatte 1981 mit dessen Einspielung von Anthony Braxtons Composition 98 ihr Plattendebüt.
Mehr als zehn Jahre gehörte sie Braxtons Quartett an, zu hören auf Alben wie Quartet (Coventry) 1985 und Quartet (England) 1985. Daneben traten frühzeitig Solo-Projekte, die mit den Alben Rhythms Hung In Undrawn Sky (1983) und Concert In Berlin (1983) dokumentiert wurden. Im Reggie Workman Ensemble arbeitete sie mit Jeanne Lee zusammen. Nach häufigen Gastaufenthalten beim London Composers Orchestra arbeitete sie als Mitglied des Barry Guy New Orchestra und des Henry Grimes Trio, aber auch im Quartet Noir (mit Urs Leimgruber, Fritz Hauser und Joëlle Léandre). Im Quartett mit Evan Parker, Barry Guy und Paul Lytton spielte Crispell die beiden Alben Natives and Aliens (1997) und After Appleby (Leo, 2000) ein. Daneben nahm sie auch mit Anders Jormins Bortom Quintet, im Trio mit Lotte Anker und Marilyn Mazur sowie im Duo mit David Rothenberg, Louis Moholo (Sibanye (We Are One), 2008) bzw. Gary Peacock (Azure, ECM 2013) sowie mit Tyshawn Sorey (The Adornment of Time, 2019) auf. In Vancouver arbeitete sie 2005 mit dem NOW Orchestra und 2006 in der Leitung des Vancouver Creative Music Institute, aber auch beim Banff Centre International Workshop in Jazz. Mit Jason Stein, Damon Smith und Adam Shead entstand das Album Spi-raling Horn (2024), mit Thommy Andersson und Michala Østergaard-Nielsen The Cave (2025).
Crispell tritt als Solistin und mit eigenen Gruppen auf; mit Harvey Sorgen entstand das Duoalbum Forest (2024). Sie ist auch als Interpretin der Musik zeitgenössischer Komponisten aufgetreten und hat Werke von John Cage, Pauline Oliveros, Robert Cogan, Pozzi Escot, Manfred Niehaus und Anthony Davis auf Tonträger eingespielt. Daneben hat sie Improvisationsworkshops und Lehrveranstaltungen an Hochschulen und Zentren in den USA, Europa, Kanada and Neuseeland durchgeführt. Crispell hat auch medienübergreifend mit Videokünstlern, Filmemachern, Tänzern und Dichtern zusammengearbeitet.

## Preise und Auszeichnungen
1981 wurde Crispell von den Down-Beat-Kritikern zum New Star gewählt. 2025 wird sie mit einer NEA Jazz Masters Fellowship ausgezeichnet. Neben Bobby Bradford wurde sie 2025 mit dem hochdotierten Instant Award in Improvised Music bedacht.

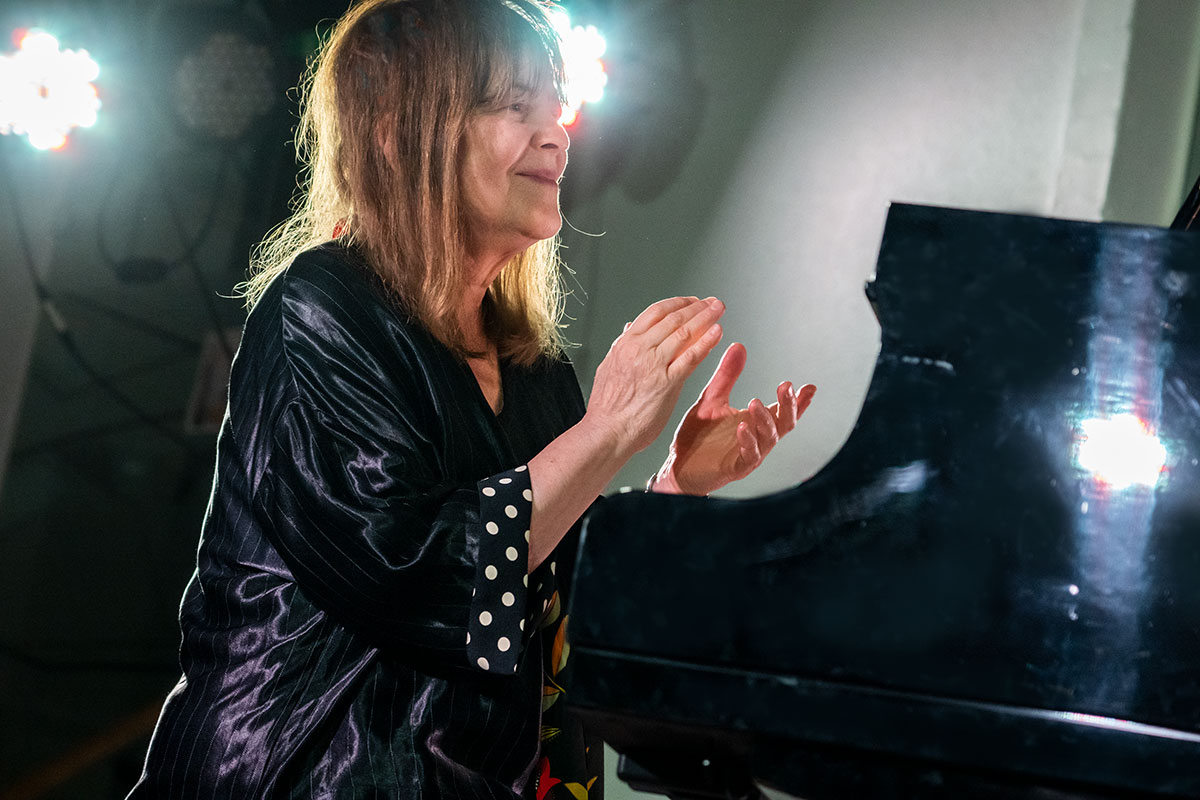
Marilyn Crispell (2022)